# Liste der Bodendenkmale in der Samtgemeinde Eschershausen-Stadtoldendorf
In der Liste der Bodendenkmale in der Samtgemeinde Eschershausen-Stadtoldendorf sind die Bodendenkmale der niedersächsischen Samtgemeinde Eschershausen-Stadtoldendorf aufgeführt. Die Quelle ist der Denkmalatlas Niedersachsen. 

Samtgemeinde Eschershausen-Stadtoldendorf im Landkreis Holzminden

Der Stand der Liste ist der 31. Januar 2025.

## Allgemein
In den Spalten finden sich folgende Informationen des Bodendenkmales:
| Lage         | geographische Koordinaten                                                           |
| Bezeichnung  | Bezeichnung lt. Denkmalatlas                                                        |
| Beschreibung | Beschreibung lt. Denkmalatlas                                                       |
| ID           | Objekt-ID                                                                           |
| Bild         | Bild, ggf. zusätzlich mit Link zu weiteren Fotos im Medienarchiv Wikimedia Commons. |

## Deensen
| Lage                        | Bezeichnung              | Beschreibung | ID       | Bild |
| --------------------------- | ------------------------ | --- | -------- | ---- |
| 51° 51′ 42″ N, 9° 35′ 20″ O | Deensen 3, Ibermannstein | Einziger Radkreuzstein Niedersachsens. Die Vorderseite des aus rotem Sandstein gefertigten Steines zeigt ein punksymmetrisches Kreuz in einer durchbohrten Scheibe, die von einem Schriftband umrandet wird. Darunter ein Topfhelm mit Helmdecke, zwei Taschen oder Beutel (?), die Jahreszahl 1403 und darunter ein schrägliegendes Wappen. Verdickung an den Kreuzarmen lassen vermuten, dass es sich ursprünglich um ein gotisches nasenbesetztes Kreuz gehandelt hat. Das Oberteil des Steines ist stark beschädigt. Das Schriftband ist auch so stark beschädigt, dass eine Reihe von Buchstaben nicht mehr vorhanden sein dürften. Die Rückseite des Steines weist keine besonderen Bearbeitungen auf. | 28967935 |      |

## Eschershausen
| Lage                        | Bezeichnung                | Beschreibung | ID       | Bild |
| --------------------------- | -------------------------- | --- | -------- | ---- |
| 51° 56′ 27″ N, 9° 34′ 58″ O | Eschershausen 1, Glashütte | Wanderglashütte. Reste der Produktionsanlagen sind in Form von drei Erdhügeln mit je ca. 6 m Dm. und max. 0,6 m im Gelände erhalten. Einer stark gestört, möglicherweise durch Raubgräber. | 28967941 | BW   |

## Heinade

### Merxhausen
| Lage                       | Bezeichnung              | Beschreibung | ID       | Bild |
| -------------------------- | ------------------------ | --- | -------- | ---- |
| 51° 48′ 2″ N, 9° 35′ 45″ O | Merxhausen 23, Glashütte | Ausgedehntes Flachhügelsystem auf einer Fläche von ca. 70 × 70 m mit unterschiedlich großen, fast völlig eingeebneten Flachhügeln (H. bis max. ca. 50 cm). Am SO-Hang vermutlich Abwurfhalde. Vermutlich in die 1. Hälfte des 17. Jh. zu stellen, anbei liegt eine Werkssiedlung. | 36094768 | BW   |

## Holzen
| Lage                        | Bezeichnung                | Beschreibung | ID       | Bild           |
| --------------------------- | -------------------------- | --- | -------- | -------------- |
| 51° 56′ 46″ N, 9° 39′ 40″ O | Holzen 1, Rothestein-Höhle | Die bekannteste einer Reihe von Höhlen, die in den Dolomitklippen des Iths vor ca. 195 – 140 Millionen Jahren entstanden ist. Von Anfang Mai bis Oktober für Besucher geöffnet. Sie gliedert sich in einen ca. 18 m langen Eingangsteil und den rechtwinklig abknickenden, ca. 40 m langen Hauptteil. Sie wurde wahrscheinlich in der Bronzezeit als Kultplatz genutzt. Grabungen förderten neben Herdstellen und zahlreichen Funden eine große Anzahl von Menschenknochen zutage. | 28968194 | Weitere Bilder |

## Stadtoldendorf
| Lage                        | Bezeichnung                    | Beschreibung | ID       | Bild           |
| --------------------------- | ------------------------------ | --- | -------- | -------------- |
| 51° 54′ 6″ N, 9° 38′ 32″ O  | Stadtoldendorf 1, Homburg      | Mittelalterliche Burg von überregionaler Bedeutung, 1129 erstmals urkundlich erwähnt, 1542 teilweise abgerissen. O-W gerichtete Burganlage, Vorburg im Osten. Torbereich rekonstruiert. Nördl. Außenmauer auf voller Länge mehrere Meter hoch erhalten. Durchgang zur Hauptburg teilweise vorhanden. Von der Innenbebauung der Hauptburg ist aufgehendes Mauerwerk noch in Resten erhalten. Bergfried rekonstruiert und begehbar. Im W-Teil der Hauptburg ein Gewölbekeller freigelegt. Länge ca. 150 m in O-W-Richtung, Br. ca. 30 m. Der gesamte Komplex wird von einer Vorwall-Graben-Konstruktion umgeben. Br. des Grabens bis ca. 5 m, H. Oberkante Wall-Grabensohle ca. 1 – 1,5 m. Bei der NDK-Überprüfung wurde im südwestl. Hangbereich ein Vorwall entdeckt, der auf ca. 150 m L. von NO nach SW führt und an seinen Enden nach W einbiegt. Die O-Seite des Hanges ist nicht befestigt. Wallbr. ca. 7 m, H. 1 m im NO-Bereich, im SW-Bereich 10 m Br. und 3 m H. Der außenliegende Graben an der O-Seite ist bei einer Sohlbr. von ca. 1 m bis 0,5 m eingetieft. Im Innenraum deuten einige plateauartige Geländekanten auf Innenbebauung. | 28968313 | Weitere Bilder |
| 51° 52′ 56″ N, 9° 39′ 40″ O | Stadtoldendorf 16, Befestigung | Reste einer Befestigungsanlage, die sich auf einer Kuppe im Wiesengelände noch deutlich als kreisgrabenförmige Struktur mit ca. 20 m Durchmesser abzeichnen. An die Anlage schließt sich nahtlos eine etwa nordwestl. streichende künstliche grabenartige Vertiefung an, die wohl in Form eines länglichen Ovals eine größere Fläche von ca. 180 × 200 m umschließt. Es sind keine historischen Quellen bekannt, die sich auf diese Burg beziehen lassen. Es dürfte aber ein Zusammenhang mit der unmittelbar südwestlich gelegenen Wüstung Ulrichshagen bestanden haben, die von 1150 bis vor 1360 bestanden hat und zu den Alloden des letzten Northeimer Grafen, Siegfried IV. von Boyneburg gehörte. | 28970341 | BW             |
| 51° 53′ 49″ N, 9° 38′ 26″ O | Stadtoldendorf 18, Kapelle     | Fundamente einer kleinen Kapelle und einer unmittelbar benachbarten einschiffigen Kirche auf einer Fläche von ca. 25 × 15 m. Die schmalen, nicht sehr tiefgründig angelegten Fundamente beider Gebäude lassen wie die eckige Steinsetzung der Kirchenapsis auf Holz-Lehm-Fachwerkbauten schließen. Die Gebäude und möglicherweise weitere waren von einer Wall-Graben-Anlage umschlossen. | 36096152 | BW             |
| 51° 53′ 48″ N, 9° 38′ 24″ O | Stadtoldendorf 19, Wall        | Nordöstl. der Klus ein ca. 90 m langer, bogenförmig verlaufender Wall mit außen vorgelagertem Graben. Wall-Br. 2 – 3 m, H. bis 0,4 m, Graben-Br. bis 2 m, T. bis 0,2 m. Im N und S flach auslaufend, in der Mitte teilweise verschliffen. - Teilstück ID: 36156760 | 36096124 | BW             |
| 51° 53′ 36″ N, 9° 38′ 27″ O | Stadtoldendorf 26, Wegespuren  | Wegespur/Hohlweg ca. 200 m südl. der Homburg mit bis zu 1,5 m T. sehr gut erhalten. Weiter südl. (ca. Schützenhaus) sowie weiter nördl. zur Homburg deutet sich eine schwache Fortsetzung an, die noch als Geländeabsatz erkennbar ist. Dazwischen sind die Wegespuren durch Gipsabbau zerstört. - Teilstück ID: 36156701 | 36095949 | BW             |
| 51° 54′ 5″ N, 9° 38′ 42″ O  | Stadtoldendorf 27, Wegespuren  | Hohlweg, im NO mit bis zu drei parallelen Spuren. Überwiegend gut erhalten, T. ca. 1,0 m, östl. der Homburg bis zu 1,5 m tief. Dazwischen auch verschliffene bzw. zerstörte Abschnitte, z.B. beim Jugendwaldheim. - Teilstück ID: 36156653 | 36095781 | BW             |
| 51° 54′ 16″ N, 9° 39′ 6″ O  | Stadtoldendorf 28, Wegespuren  | Die erhaltenen Abschnitte dieser Wegespur sind überwiegend gut als Hohlweg mit ca. 0,5 m bis 1,0 m T. ausgeprägt. Dazwischen liegen verschliffenere sowie zerstörte Bereiche. - Teilstück ID: 36156568 | 36095711 | BW             |

### Stadtoldendorf 20
- ID:36095578
- 5 Gipsbrennöfen auf einer Fläche von ca. 100 × 50 m, überwiegend gut erhalten, teilweise 2006 untersucht. Überwiegend wohl mittelalterlich und möglicherweise in Zusammenhang mit der benachbarten Burg Homburg errichtet.

| Lage                        | Bezeichnung       | Beschreibung | ID       | Bild |
| --------------------------- | ----------------- | --- | -------- | ---- |
| 51° 53′ 58″ N, 9° 38′ 41″ O | Stadtoldendorf 20 | Fläche ca. 15 × 4 m. Pflaster aus Gips-Estrich-Boden mit Einfassung in Sandstein. Brennofen mit Zugang und Pflaster, Ofentiefe bis 1,5 m. | 36095758 | BW   |
| 51° 54′ 0″ N, 9° 38′ 39″ O  | Stadtoldendorf 21 | Gegraben auf einer Fläche von ca. 9 × 2 m. Im S-Bereich Steinsetzung und Steinreihe noch gut erkennbar.                                   | 36095853 | BW   |
| 51° 53′ 59″ N, 9° 38′ 39″ O | Stadtoldendorf 22 | Fläche ca. 4 × 4 m. Bis 1,5 m tiefe Ofenkammer (ca. 3 × 2 m). Kleine Öffnung/Zugang von SO.                                               | 36095866 | BW   |
| 51° 53′ 58″ N, 9° 38′ 38″ O | Stadtoldendorf 23 | Durchmesser ca. 8 m und Höhe ca. 0,6 m, nur angeschnitten, noch nicht freigelegt.                                                         | 36095889 | BW   |
| 51° 53′ 57″ N, 9° 38′ 38″ O | Stadtoldendorf 24 | Durchmesser ca. 5 m, überformt, mit unter Buchenbaumstumpf gelegener Eintrichterung.                                                      | 36095923 | BW   |